# Toxic (альбом)
Toxic — дебютний студійний альбом румунського гурту Ab4. Виданий 2000 року під лейблом «Transglobal EMI» у вигляді диску та касети. До альбому увійшли 11 композицій, 4 з яких мають відеокліпи. Пісню «Nu-ți fa griji» було записано з хіп-хоп гуртом «Verdikt». Альбом набув популярності в основному завдяки синглам «Nu-ți fa griji» та «Hol».

## Відеокліпи
Першим відео став кліп до пісні Despre O Tipă (укр. про дівчину). Відео було відзняте під час одного з концертів гурту 2000 року.
Того ж року вийшло і друге відео до пісні Cum Ar Fi? (укр. Що, якби?). На відео вокаліст Дору Треску лежить у заповненій ванній у шубі та з цигаркою, в той час як навколо нього відбуваються події описані в тексті (падають купюри леїв, танцюють жінки). Під час приспіву гурт разом з ним грає неподалік на інструментах, а замість стелі в кімнаті палає вогонь, у якому танцює жінка.
Відео завершується сценою, як вокаліст лежить у звичанній ванній, слухаючи музику з навушників (що є основном задумкою тексту — як би так, мати, все, що заманеться, і не прокидатись знов собою).
В середині 2001 року вийшло відео до пісні «Nu-ți fa griji»  (укр. не хвилюйся). Відео було відзняте спільно з гуртом «Verdikt». Учасники обох гуртів грають у будівлі, схожій на закинутий гараж. Під час приспіву показано кадри хаосів та злочинних нападів, зафільмованих прихованими камерами. Це одна з пісень гурту, виконаних у стилі реп-метал.
Також 2001 року вийшло відео «Hol»  (укр. холл). Це румунська версія синглу «Cold», що був виданий 2003 року разом з іншою версією відео. У даній версії музиканти грають у холі високоповерхового будинку. В той час, як вокаліст сидить у кріслі або лежить на підлозі порожньої кімнати, очікуючи на «щось». Це «щось» оспівувалось у пісні, як стан сум'яття.

## Трек-лист
1. Nu-ți Fă Griji (разом з «Verdikt») 3:45
2. Să 2:58
3. Despre O Tipă 3:38
4. Mult Prea 4:03
5. Gepilă 2:46
6. Vreau Să Te Fac 2:44
7. Hol 4:14
8. Cum Ar Fi? 2:48
9. Toxic 2:39
10. Cântec 2:45
11. Meidinrumenia 2:45

## Учасники запису
- Вокал — Doru Mihai Trăscău
- Бас — Bogdan Crucianu
- Ударні — Dan «Beavis» Olteanu
- Гітара — Cristina Puia Dan, Enrico D'Angelosante
- Тексти — Serghei Popescu[6]
- Мікс — Dan Handrabur